# Редлих, Генрих Самуилович
Генрих Самуилович Редлих (1840—1884) — польский художник и гравёр; академик гравирования ИАХ.

## Биография
Генрих Редлих родился 8 августа 1838 года в городе Ласке, близ Варшавы в еврейской семье. Первоначальное образование получил в Бреславле, затем, в течение двух лет, работал в заведении одного литографа.

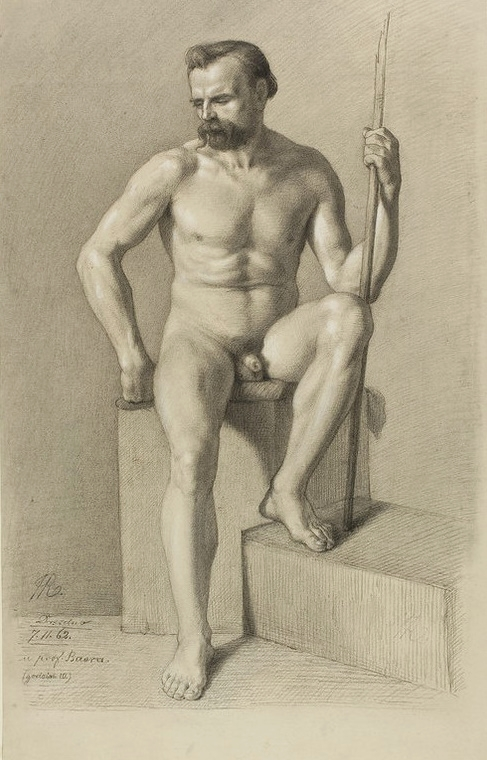
Одна из работ Генриха Редлиха

Вслед за этим он пять лет изучал портретную и бытовую живопись и отчасти гравирование — в Варшавской художественной школе. Получив здесь, в 1861 году, награду за гравюру, он поехал в Дрезден и Мюнхен, где работал под руководством Юлиуса Тэтера. 
С 1866 по 1873 год Генрих Самуилович Редлих жил в Вене, а затем поселился в Варшаве, откуда переехал в Берлин лишь незадолго перед смертью. За работы, находившиеся на Парижской всемирной выставке 1878 года, он получил большую золотую медаль и орден Почетного Легиона, а в 1876 году удостоен Санкт-Петербургской Императорской Академиею Художеств звания академика гравирования. На холстах он писал портреты и альпийские виды.
Генрих Самуилович Редлих скончался в ноябре 1884 года в городе Берлине.
Из гравюр Редлиха наиболее известны: Мадонна Темпи, с Рафаэля; «Вступление польского войска в Гартгузен в 1659 году», с И. Брандта; «Проповедь Петра Скарги пред королем Сигизмундом III», с Матейко; «Коперник, излагающий свою систему мира в присутствии ученых», с В. Герсона (1876); Люблинская уния, с Матейко (1876); портрет И. С. Тургенева; портрет Краевского; портрет Замойского (1878 год).